# الكود (خنفر)

تعديل مصدري - تعديل

الكود هي إحدى قرى عزلة جعار بمديرية خنفر التابعة لمحافظة أبين، بلغ تعداد سكانها 9723 نسمة حسب تعداد اليمن لعام 2004.